# Chlorietgroep

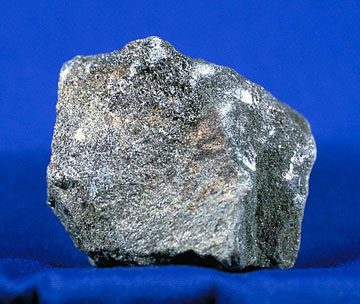
chloriet

Chloriet is een groep van mineralen die behoren tot de fylosilicaten. Vaak wordt met chloriet een enkel mineraal aangeduid, maar in feite bestaat chloriet uit meerdere variëteiten die op hun beurt apart benoemd zijn. De vier uitersten van de groep bestaan uit de elementen Mg, Fe, Ni of Mn:
- Clinochloor - (Mg)
- Chamosiet - (Fe)
- Nimiet - (Ni)
- Pennantiet - (Mn)

Het proces waarbij mineralen in een gesteente worden vervangen door chlorieten wordt chloritisatie genoemd.

## Eigenschappen
Chlorietmineralen hebben een vorm tussen mica's en kleimineralen in en hebben de silica-tetraëders in ringen geordend. Afhankelijk van de chemische samenstelling hebben de leden van de chlorietgroep meer of minder magnesium, aluminium, ijzer of andere elementen. Over het algemeen ligt de gemiddelde soortelijke massa tussen de 2,6 en 3,2. De hardheid van chlorietmineralen varieert van 2 tot 3. De chlorieten zijn geen van allen radioactief, wat ze onderscheidt van veel kleimineralen en mica's die dat wel licht zijn.

### De leden van de chlorietgroep
- Baileychloor - (Zn,Fe2+,Al,Mg)6(Al,Si)4O10(O,OH)8
- Chamosiet - (Fe,Mg)5Al(Si3Al)O10(OH)8
- Clinochloor - (Mg,Fe2+)5Al(Si3Al)O10(OH)8
- Cookeiet - LiAl4(Si3Al)O10(OH)8
- Donbassiet - Al2[Al2,33][Si3AlO10](OH)8
- Gonyeriet - (Mn,Mg)5(Fe3+)2Si3O10(OH)8
- Nimiet - (Ni,Mg,Al)6(Si,Al)4O10(OH)8
- Orthochamosiet - (Fe2+,Mg,Fe3+)5Al(Si3Al)O10(O,OH)8
- Pennantiet - (Mn5Al)(Si3Al)O10(OH)8
- Ripidoliet - (Mg,Fe,Al)6(Al,Si)4O10(OH)8
- Sudoiet - Mg2(Al,Fe)3Si3AlO10(OH)8

Clinochloor, pennantiet en chamosiet zijn de meest voorkomende variëteiten.

## Naamgeving
De naam van de groep mineralen die chloriet genoemd worden, is afgeleid van Oudgrieks χλωρός (chlōros), dat "groen" betekent. Dit vanwege de vaak groene kleur van chlorietmineralen.

## Voorkomen
Chloriet in al zijn samenstellingen is een zeer veelvoorkomend mineraal in metamorfe- en stollingsgesteenten. Door de groene kleur is het een indicatief mineraal geworden van zogenaamde groenschist-facies; laag-metamorfe gesteenten. Ook komt chloriet veel voor in kimberlieten en pegmatieten.